# Кранцфельд Яків Львович
Я́ків Льво́вич Кра́нцфельд (1933—2013) — почесний енергетик України, кандидат технічних наук, інженер-будівельник, винахідник та раціоналізатор.

## Життєпис
Народився 1933 року в Харкові. Батько — Лев (Лео) Якович Кранцфельд, інженер-гідротехнік, засновник Харківського відділення ВОДГЕО (УкрВОДГЕО), з вересня 1941 року в лавах Червоної армії; загинув під Харковом у травні 1942-го. З листопада 1941-го по серпень 1945 року з матір'ю перебував в евакуації в Ферганській долині, поблизу Коканда. 1951 року отримав атестат про закінчення десятирічки; вступив до Харківського інженерно-будівельного інституту. У 1956 році з відзнакою закінчив інститут — за спеціальністю промислове та цивільне будівництво.
Протягом 1956—1961 років працював інженером в інститутах Гіпротракторосільгоспмаш, Діпроцемент, також керівником групи в НІОХім. З березня 1961 року — у Харківському відділенні Всесоюзного проектного інституту «Теплоелектропроект» — на посадах старшого інженера, керівника групи, начальника сектору, заступника начальника комплексного відділу з будівельної частини.
Від 1972 року — головний інженер з експериментального проектування; з 1973-го одночасно виконував обов'язки головного конструктора відділу типового проектування.
1975 року захистив кандидатську дисертацію за спеціальністю «будівельні конструкції» — при Грузинському науково-дослідному інституті енергетики та гідроспоруд імені О. В. Вінтера; тема роботи: «Експериментальні та теоретичні дослідження несиметричної вібрації опорних будівельних конструкцій» . Від 1976 року був одним із технічних керівників усього обсягу проектування ХВ «Теплоелектропроект».
За час роботи у галузі енергетичного будівництва під його керівництвом та за участю виконано проекти будівельної частини теплових та атомних електростанцій СРСР — Ростовської ТЕЦ-2, реконструкції Одеської ТЕЦ; Зміївської, Слов'янської, Старобешівської ДРЕС; Кримської АЕС, харківських енергетичних об'єктів, також енергоміст: Енергодар, Щолкіне, селища Солоницівка.
2006 року нагороджений нагрудним знаком «Почесний енергетик України».
У 2007—2013 роках працював по енергетичних об'єктах України та Росії — у складі колективу ВАТ "Харківський проектно-конструкторський інститут «Теплоелектропроект-Союз» (ВАТ «ХПКІ „ТЕП-Союз“»).
Протягом 2010—2013 років виконував обов'язки головного спеціаліста-експерта із сейсмостійкості обладнання АЕС України, Росії, Болгарії, Ірану, Індії — у складі Державного центру регулювання якості поставок та послуг Державної інспекції ядерного регулювання України. Обґрунтував відповідність вітчизняного обладнання АЕС визначеним стандартам сейсмостійкості.
Є автором більше 250 наукових публікацій, зокрема 12 видань — у галузі будівельної справи, гідротехніки, загальної механіки, динаміки, теорії сейсмостійкості, геліотехніки, електротехніки, теплової та атомної енергетики; 53 винаходи. Серед робіт: книга «Будівництво крупних теплових електростанцій», підготовлена авторським колективом за участю Кранцфельда.
Писав літературні твори під псевдонімом Лео Яковлєв.
2003 року нагороджений грамотою на честь 25-річчя міста Щолкіне.
Серед патентів:
- «Сейсмоізолююча гумометалева опора», співавтор Шимановський Олександр Віталійович.

Помер 2013 року.
Батько документознавця Ігоря Лосієвського.